# Piper nuncupatum
Piper nuncupatum är en pepparväxtart som beskrevs av William Trelease. Piper nuncupatum ingår i släktet Piper och familjen pepparväxter. Inga underarter finns listade i Catalogue of Life.